# Île Saint-Laurent (Saône)
Ne doit pas être confondu avec Île Saint-Laurent.
L'île Saint-Laurent est une île située sur la Saône, dans le centre-ville de Chalon-sur-Saône.

## Description
Située en plein centre de Chalon-sur-Saône, elle est entièrement reliée par trois ponts : le pont Saint-Laurent à l'ouest, le pont de la Génise à l'est et le pont Place Pierre-Soubrane au sud. L'île s'étend sur environ 520 m de longueur pour environ 300 m de largeur. 
Elle contient plusieurs monuments comme la caserne d'Uxelles, le cloître de la caserne, l'ancien hôpital de la ville et la tour du Doyenné.

## Histoire
Entre 1449 et 1450, à l'initiative de Jacques de Lalaing, se tient un important pas d'armes sur l'île de Saint-Laurent, le Pas de la Fontaine aux Pleurs. « Ce chevalier du Hainault, compagnon du prince Adolphe de Clèves (fils de la sœur ainée de Philippe le Bon), conseiller et chambellan du duc de Bourgogne, avait en effet choisi la ville de Chalon pour organiser ce pas, à cause de son emplacement stratégique à la frontière du royaume et du Saint-Empire, en plein cœur du duché composé de terres appartenant aux deux couronnes et vu "que le païs estoit situé au passage de France, d’Angleterre, d’Espagne et d’Escoce, pour aller à Romme". Il comptait avec raison sur le Grand Jubilé avec Pardon annoncé à Rome pour l’an 1450. Mais il désirait aussi combattre, en "Bon Chevalier" et pour le plaisir de Dieu, trente hommes en lice close avant son trentième anniversaire. » a écrit Claus-Peter Haverkamp.
En mars 2016, une enquête publique est ouverte pour mettre en place un plan de sauvegarde et de mise en valeur de l'île.